# 中村英子
中村 英子（なかむら えいこ、本名:田岡英子、旧姓:中村、1951年3月23日 - 1975年3月30日）は、日本の元女優。茨城県日立市生まれ。

## 来歴・人物
1969年、茨城県立日立第二高等学校卒業。
1972年文化服装学院ファッションデザイン専攻科を卒業。同年、東映が賞金100万円で公募した「ポスト藤純子オーディション」の5千人の中から選ばれ、同年9月、菅原文太主演『木枯し紋次郎 関わりござんせん』でデビュー。同年11月、石井輝男監督『緋ぢりめん博徒』に主演。
1973年、『仁義なき戦い』『仁義なき戦い 代理戦争』『現代任侠史』等に出演の他、TV時代劇にも出演。
1974年5月23日、山口組三代目田岡一雄の長男でプロデューサーの田岡満と大阪ロイヤルホテルで田中清玄夫妻の媒酌で結婚、芸能界を引退して一女をもうけた。
しかし1975年3月30日、神戸市灘区篠原本町の自宅でガス中毒死していることを発見された。自殺と発表された。

## 出演

### 映画
- 木枯し紋次郎 関わりござんせん（1972年9月14日） - お駒 役
- 緋ぢりめん博徒（1972年11月21日） - 鬼百合のお勝 役
- 仁義なき戦い（1973年1月13日） - 国広鈴江 役
- 実録 私設銀座警察（1973年7月4日） - 金子善江 役
- 仁義なき戦い 代理戦争（1973年9月25日） - 江奈 役
- 現代任侠史（1973年10月27日） - エリ 役
- 実録安藤組 襲撃篇（1973年12月1日） - 文子 役

### テレビドラマ
- 銭形平次 第355話（1973年2月21日、フジテレビ） - おきぬ 役
- 遠山の金さん捕物帳 第138話（1973年2月25日、NET） - お佳代 役
- 隼人が来る 第24話（1973年3月22日、フジテレビ） - 弥生 役
- 新選組（1973年4月 - 9月、フジテレビ） - 幾松 役
- ぶらり信兵衛 道場破り 第10話（1973年12月6日、フジテレビ） - おふみ 役
- いただき勘兵衛 旅を行く 第16話（1974年1月31日、NET） - お京 役